# Strażnica WOP Kościno
Strażnica Wojsk Ochrony Pogranicza Dołuje/Kościno imienia kpt. Wasyla Wojczenki ps. „Sasza” – zlikwidowany podstawowy pododdział graniczny Wojsk Ochrony Pogranicza pełniący służbę graniczną na granicy z Niemiecką Republiką Demokratyczną/Republiką Federalną Niemiec.

Strażnica Straży Granicznej w Kościnie – zlikwidowana graniczna jednostka organizacyjna Straży Granicznej realizująca zadania bezpośrednio w ochronie granicy państwowej z Republiką Federalną Niemiec.

## Formowanie i zmiany organizacyjne
Strażnica została sformowana w 1945 w strukturze 13 komendy odcinka Szczecin jako 63 strażnica WOP [Dołuje–(Neuenkirchen)] o stanie 56 żołnierzy. Kierownictwo strażnicy stanowili: komendant strażnicy, zastępca komendanta do spraw polityczno-wychowawczych i zastępca do spraw zwiadu. Strażnica składała się z dwóch drużyn strzeleckich, drużyny fizylierów, drużyny łączności i gospodarczej. Etat przewidywał także instruktora do tresury psów służbowych oraz instruktora sanitarnego.
W związku z reorganizacją oddziałów WOP, 24 kwietnia 1948 63 strażnica OP Dołuje została włączona w struktury 42 batalionu Ochrony Pogranicza, a 1 stycznia 1951 123 batalionu WOP w Szczecinie.
Od 15 marca 1954 wprowadzono nową numerację strażnic, a 63 strażnica  I kategorii otrzymała nr 61 w skali kraju i stacjonowała w miejscowości Dołuje.
W 1956 rozpoczęto numerowanie strażnic na poziomie brygady. Strażnica specjalna Dołuje miała nr 11 w 12 Brygadzie Wojsk Ochrony Pogranicza.
W 1963 przeniesiono strażnicę WOP Dołuje II kategorii do Kościna przeformowując ją jednocześnie do kategorii I.
1 stycznia 1964 strażnica WOP nr 9 Kościno uzyskała status strażnicy lądowej i zaliczona została do I kategorii w strukturach 123 batalionu WOP Szczecin}, który rozformowano w 1964, a podległe strażnice zostały włączone bezpośrednio pod sztab 12 Pomorskiej Brygady WOP w Szczecinie.
1 czerwca 1968 strażnica WOP nr 10 Kościno miała status strażnicy technicznej II kategorii podległej bezpośrednio pod sztab 12 Pomorskiej Brygady WOP w Szczecinie.
W kwietniu 1976 Wojska Ochrony Pogranicza przeszły na dwuszczeblowy system zarządzania. Strażnica WOP Kościno podporządkowana została bezpośrednio pod sztab 12 Pomorskiej Brygady WOP w Szczecinie, a 
a drugiej połowie 1984 utworzono batalion graniczny PB WOP w Szczecinie i w jego strukturach funkcjonowała Strażnica WOP Kościno.

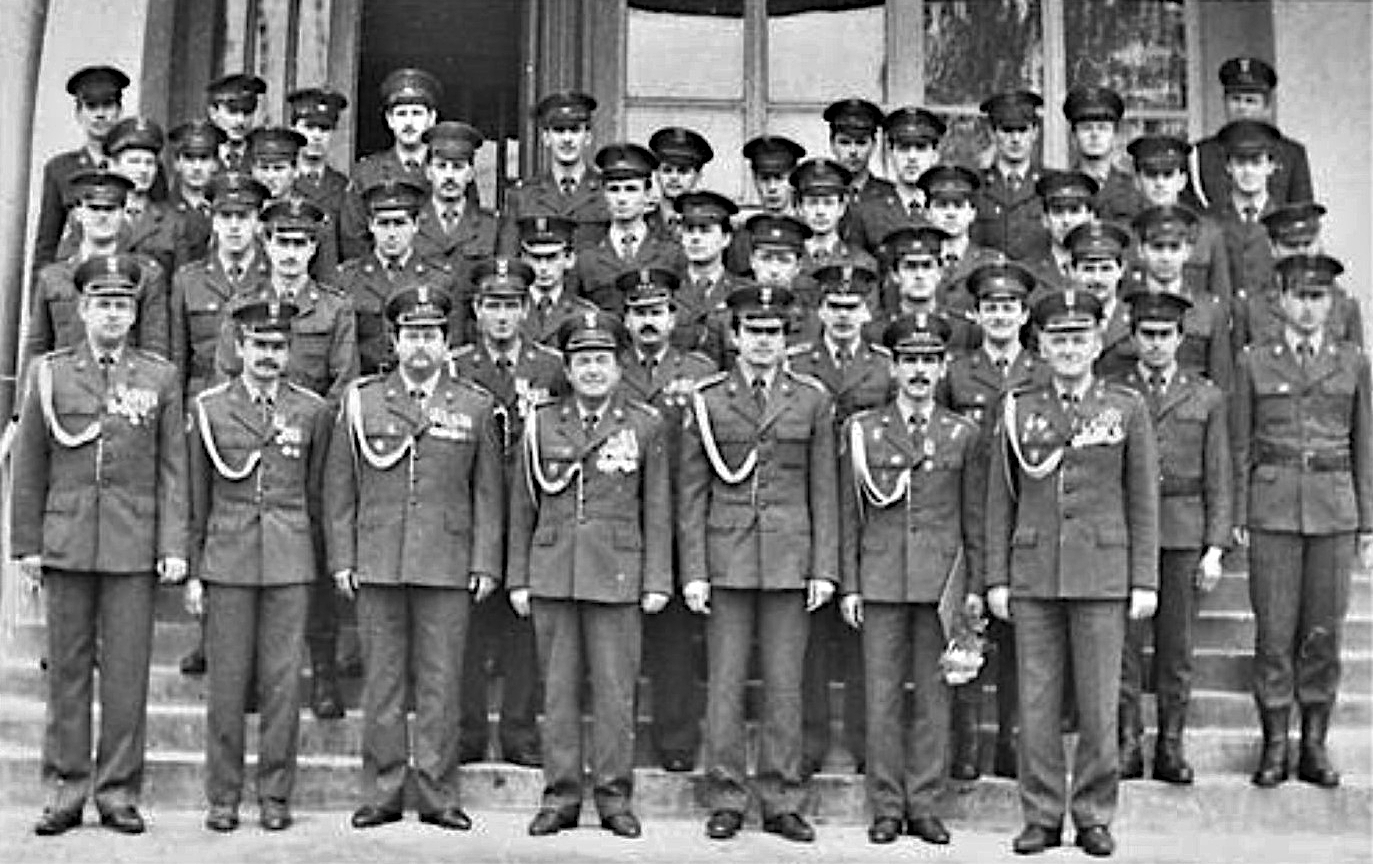
Załoga strażnicy z dowództwem bg PB WOP Szczecin przed budynkiem strażnicy w dniu Święta WOP. Pierwszy z prawej mjr Staniszewski z-ca d-cy bg PB WOP, w środku ppłk Wandowicz d-ca bg PB WOP (czerwiec 1987)

Do 31 października 1989 strażnica podlegała dowódcy batalionu granicznego Pomorskiej Brygady WOP w Szczecinie, jako Strażnica WOP lądowa rozwinięta kat. I w Kościnie.
1 listopada 1989 rozformowano Batalion Graniczny Pomorskiej Brygady WOP w Szczecinie i strażnicę podporządkowano bezpośrednio dowódcy Pomorskiej Brygady WOP w Szczecinie, już jako Strażnica WOP lądowa im. kpt. Wasyla Piotrowicza Wojczenki kat. I w Kościnie. Tak funkcjonowała do 15 maja 1991. Żołnierze służby zasadniczej WOP z ostatnich poborów nadal pełnili służbę w strażnicy.
Straż Graniczna:
16 maja 1991, po rozwiązaniu Wojsk Ochrony Pogranicza, strażnica w Kościnie weszła w podporządkowanie Pomorskiego Oddziału Straży Granicznej i przyjęła nazwę Strażnica Straży Granicznej w Kościcnie (Strażnica SG w Kościnie).
W 2000 rozpoczęła się reorganizacja struktur Straży Granicznej związana z przygotowaniem Polski do wstąpienia, do Unii Europejskiej i  przystąpieniem do Traktatu z Schengen. Podczas restrukturyzacji wprowadzono kompleksową ochronę granicy już na najniższym szczeblu organizacyjnym tj. strażnica i graniczna placówka kontrolna. Wprowadzona całościowa ochrona granicy zniosła podział na graniczne jednostki organizacyjne ochraniające tylko tzw. „zieloną granicę” i prowadzące tylko kontrole ruchu granicznego. W wyniku tego, 2 stycznia 2003, nastąpiło zniesie Strażnicy SG w Kościnie. Ochraniany przez strażnicę odcinek granicy, przejęła Graniczna Placówka Kontrolna SG w Lubieszynie.

## Ochrona granicy

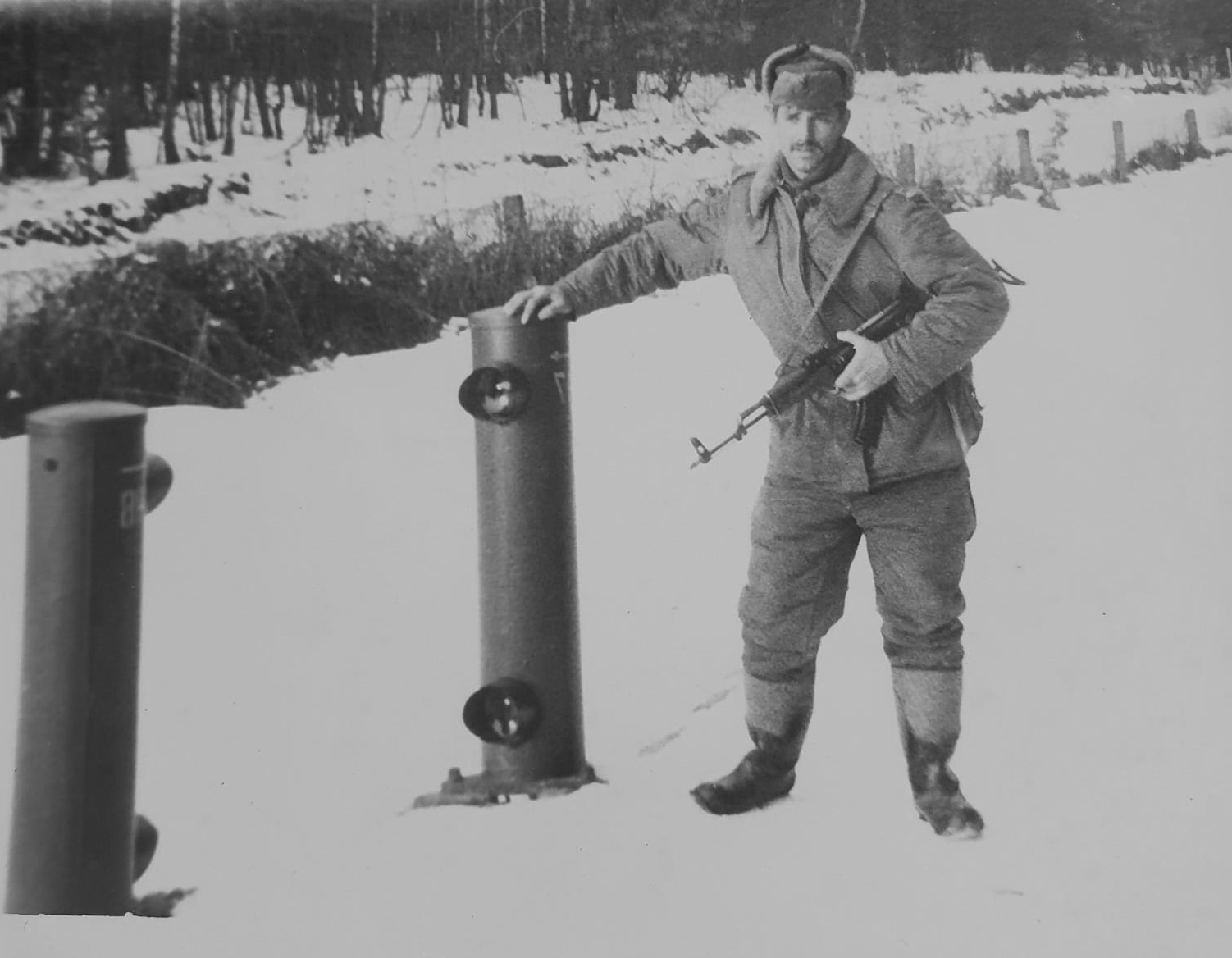
Żołnierz WOP przy urządzeniu sygnalizacyjnym US-2M (1987)

W 1960, 15 strażnica WOP Kościno II kategorii ochraniała odcinek granicy państwowej o długości 5 020 m, od znaku granicznego nr 794 do znaku gran. nr 811.
W 1963, została rozwiązana 16 strażnica WOP Bobolin kat. III. Odcinek rozformowanej strażnicy przejęły strażnice WOP: Dołuje i Barniszew. Styk między przyjmującymi strażnicami ustalono pomiędzy znakami granicznymi nr  788 i 789.
Od 1968, na odcinku strażnicy WOP Kościno do ochrony granicy państwowej wykorzystywane były urządzenia sygnalizacyjne na podczerwień typu US-2.
Od 1972, na odcinku strażnicy funkcjonowało drogowe przejście graniczne Lubieszyn-Linken gdzie kontrolę graniczną osób, towarów i środków transportu wykonywała załoga GPK Lubieszyn.
Straż Graniczna:
31 maja 2002 rozformowano i wyłączono z systemu ochrony granicy państwowej Strażnicę SG w Stolcu, której zadania przejęły strażnice SG w: Kościnie i Nowym Warpnie-Karsznie.

## Wydarzenia
- 1964 – na zagrożonych odcinkach strażnic lądowych w miejsce dotychczas przestarzałej sygnalizacji świetlnej rozpoczęto instalowanie urządzeń sygnalizacyjnych na podczerwień tzw. US-y[l]. Strażnice na których zostały zainstalowane te urządzenia nazwano strażnicami technicznymi, urządzenia te bowiem wymagały dobrze wyszkolonej obsługi do prawidłowego wykonania instalacji, zorganizowania właściwej eksploatacji i konserwacji. Główna uwaga w pełnieniu służby granicznej skupiała się na dozorze zainstalowanych na strażnicach urządzeń, które w dzień i w nocy zapewniały ciągłość ochrony granicy na całym ochranianym odcinku. Z powodu polepszenia warunków służby dotychczasowe stany osobowe strażnic zostały zmniejszone bez uszczerbku dla ochrony granicy państwowej [18].

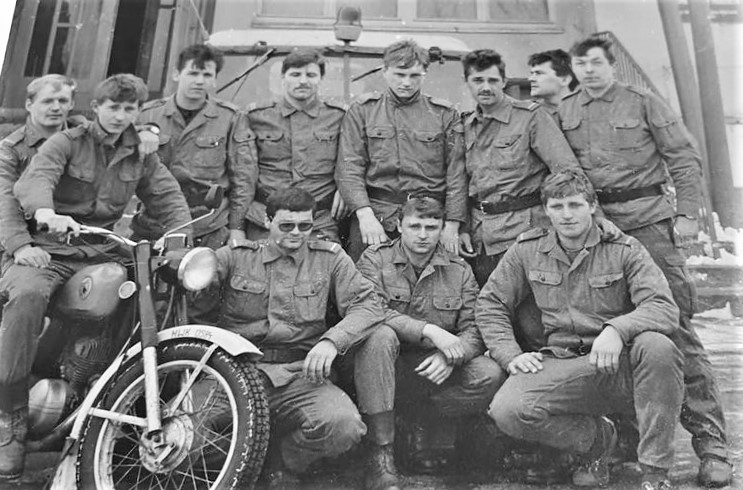
Żołnierze WOP na terenie strażnicy przy motocyklu WSK 125. Na drugim planie samochód terenowy UAZ 469 (1986)

- 1976 – wycofano z granicy rowery, zastępując je motocyklami małolitrażowymi; WSK-175 dla kadry i WSK-125 dla żołnierzy służby zasadniczej (5–13 motocykli w zależności od obsady i na jakiej granicy). Wyposażone w łączność radiową motocykle stały się podstawowym środkiem transportu w służbie patrolowej i rozpoznawczej[19].
- 13 grudnia 1981–22 lipca 1983 – (stan wojenny w Polsce), normę służby granicznej dla żołnierzy podwyższono z 8 do 12 godzin na dobę. Patrole wysyłane w teren zostały wzmocnione. Wyeliminowano służby składające się z jednego żołnierza. Ścisłą kontrolą objęto całą strefę nadgraniczną, sięgając niekiedy głębiej. Niektóre szlaki turystyczne zostały zamknięte, a ruch w strefie nadgranicznej został znacznie ograniczony. W stan gotowości były postawione wszystkie pododdziały odwodowe[20].

## Strażnice sąsiednie
- 62 strażnica WOP Barnisław ⇔ 64 strażnica WOP Dobra – 1946[3]
- 62 strażnica OP Barnisław ⇔ 64 strażnica OP Dobra – 1949
- 60 strażnica WOP Barnisław ⇔ 62 strażnica WOP Dobra – 15.03.1954[9]
- 60a strażnica WOP Bobolin ⇔ 61a strażnica WOP Mierzyn – 1955
- 10 strażnica WOP Bobolin kat. I ⇔ 12 strażnica WOP Mierzyn kat. II – 1956[21]
- 16 strażnica WOP Bobolin kat. III ⇔ 14 strażnica WOP Mierzyn kat. III – 1.01.1960[22]
- 10 strażnica WOP Barniszewo lądowa kat. I ⇔ 8 strażnica WOP Dobra lądowa kat. I – 1.01.1964[11]
- 11 strażnica WOP Barniszewo techniczna kat. I ⇔ 9 strażnica WOP Dobra techniczna kat. II – 1968[5]
- Strażnica WOP Barnisław lądowa rozwinięta ⇔ Strażnica WOP Stolec lądowa rozwinięta – 1989[g]

Straż Graniczna:
- Strażnica SG w Barnisławiu ⇔ Strażnica SG w Stolcu – 16.05.1991[13]
- Strażnica SG w Barnisławiu ⇔ Strażnica SG w Nowym Warpnie-Karsznie – 01.06.2002[13].

## Komendanci/dowódcy strażnicy
- ppor. Bolesław Kwaśniewski (był w 10.1946)[m]
- Józef Juchta (17.06.1950–31.12.1950)[24]
- por. Bronisław Mieczkowski (1953–1962)[25]
- kpt. Stanisław Szymański (1962–1963)
- kpt. Władysław Poniewozik (1963–był w 1967)
- kpt. Bek (był w 1977)
- kpt. Mirosław Werstak (był w 1980–był w 1987)
- por. Andrzej Budzyński (1.11.1989[n]–26.04.1991)

Komendanci strażnicy SG:
- por. SG/ppłk SG Andrzej Budzyński (26.04.1991–1.01.2003) – do rozformowania.